# Comitatul Sullivan, New Hampshire
Comitatul Sullivan, conform originalului din limba engleză, Sullivan County (cod FIPS 33 - 019), este unul din cele zece de comitate ale statului New Hampshire, Statele Unite ale Americii. Conform recensământului Statelor Unite Census 2000, efectuat de United States Census Bureau, populația totală era de 40.458 de locuitori. Sediul comitatului este orașul Newport. GR6.

## Istoric
Comitatul Sullivan a fost organizat având ca sediu al să localitatea Newport în 1827, fiind numit după John Sullivan, erou al Războiului de independență. A fost format din partea nordică a comitatului Cheshire.

## Demografie
|  | Graficele sunt indisponibile din cauza unor probleme tehnice. Mai multe informații se găsesc la Phabricator și la wiki-ul MediaWiki. |

Date: Wikidata - grafică realizată de Wikipedia
-->

### Galerie de imagini

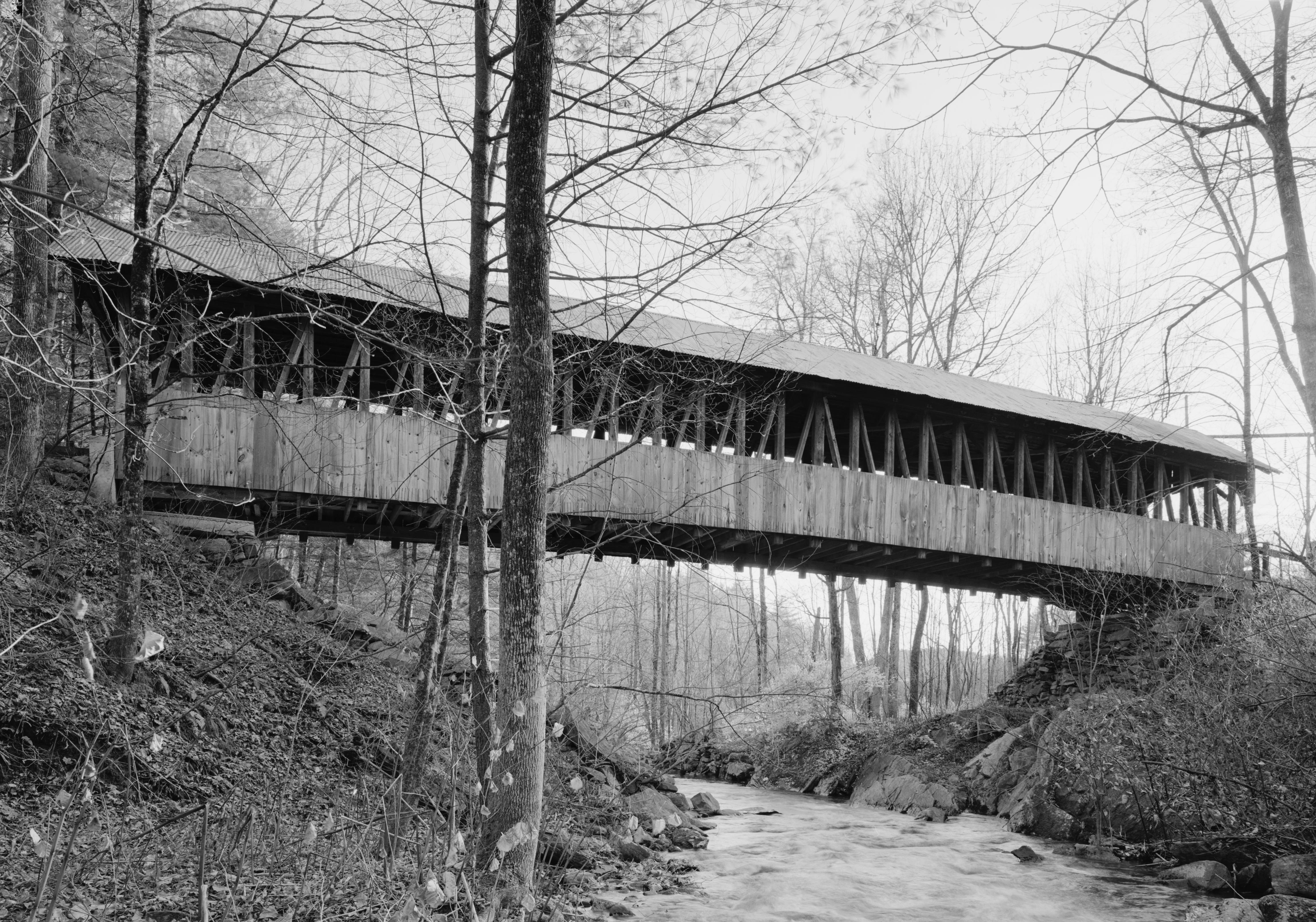
Un pod acoperit din comitat